# Lilla huset på prärien (roman)
Lilla huset på prärien (originaltitel: Little House on the Prairie) är tredje delen i bokserien Lilla huset på prärien, av Laura Ingalls Wilder. Den kom ut på engelska 1935 och på svenska 1955.

## Handling
Laura Ingalls och hennes familj flyttar omkring år 1875 ifrån den stora skogen, de packar ihop allt de har i en tältvagn och färdas i veckor för att leta efter någonstans att bosätta sig. De finner en plats och pappa Charles bygger med hjälp av de andra i familjen ett hus åt dem. Det är spännande att bo på prärien, här möts familjen av indianer och om natten ylar vargarna.

## Filmatiseringar
Boken filmatiserades och sändes 1974 som pilotavsnittet till TV-serien Lilla huset på prärien. Familjen Ingalls spelas där av Michael Landon, Karen Grassle, Melissa Gilbert, Melissa Sue Anderson och Lindsay Sidney Greenbush.